# Bobotovo Groblje
Bobotovo Groblje  je naselje u sastavu mjesne zajednice Goliija u općini Nikšić u Crnoj Gori. Prema popisu stanovništva iz 2003. godine bilo je 74 stanovnika. (Prema popisu iz 1991. godine bilo je 84 stanovnika.)

## Važniji događaji
Naselje je 13. svibnja 2012. godine posjetio Patrijarh srpski Irinej. Služio je svetu arhijersku liturgiju i posvetio manastir svetoga Save. 

## Kultura
U naselju na lokaciji Orlovina, točnije pod Orlovinom se nalazi manastir srpske pravoslavne crkve posvećen svetom Savi. Kitor manastira je Miodrag Daka Davidović rođen u ovom naselju.

## Demografija
U naselju živi 56 punoljetnih osoba. Prosječna starost stanovnika iznosi 40,3 godina (37,4 kod muškaraca i 43,3 kod žena). U naselju se nalazi 16 domaćinstava, a članova domaćinstava izosi 4,63.
Naselje naseljavaju uglavnom Srbi i manje Crnogorci. 
U zadnja 3 pooisa stanovništva primjećuje se pad u broju stanovnika. 
| Godina | Broj stanovnika |
| ------ | --------------- |
| 1948.  | 120             |
| 1953.  | 148             |
| 1961.  | 153             |
| 1971.  | 113             |
| 1981.  | 80              |
| 1991.  | 84              |
| 2003.  | 74              |
| 2011.  |                 |

(Popis stanovništva iz 2011. još nije skroz detaljno objavljen.) 

## Promet
Kroz naselje prolazi sporedna cesta od Vira (kod Nikšića) do Gacka u Bosni i Hercegovini. Naselje se nalazi u blizini Bosne i Hercegovine. 

## Zemljopis
Naselje se nalazi u blizini planina Somina i Duga. Vrlo je brdovito. Naselje je na nadmorskoj visini od 1024 metara.